# Csong Gidong
Csong Gidong (hangul: 정기동, handzsa: 鄭基東, RR: Jeong Gi-dong; 1961. május 13. –) dél-koreai válogatott labdarúgókapus.

## Pályafutása

### Klubcsapatban
1983 és 1991 között a POSCO Atoms csapatában játszott, melynek tagajként 1986-ban és 1988-ban bajnoki címet szerzett. 1984-ben a Szangmu FC játékosa volt.  

### A válogatottban
1984 és 1990 között 3 alkalommal játszott a dél-koreai válogatottban. Tagja volt az 1984. évi nyári olimpiai játékokon szereplő válogatott keretének és részt vett az 1990-es világbajnokságon.  is.

## Sikerei, díjai
POSCO Atoms
- Dél-koreai bajnok (2): 1986, 1988